# 第6装甲師団 (ドイツ国防軍)
第6装甲師団（だい6そうこうしだん、ドイツ語: 6. Panzer-Division）は、第二次世界大戦中にドイツ国防軍陸軍で編制されていた装甲師団。1939年に創設された。
師団は当初軽旅団として組織され、ポーランドやベルギー、フランス、そしてソビエト連邦と、大戦初期の緒戦に赴いている。ドイツ本国やフランスでの再編成期間を除き、1941年から1945年まで師団は一貫して独ソ戦で運用された。終戦を迎えると旧チェコスロヴァキアでアメリカ軍に降伏したが、最終的にソビエト連邦当局に引き渡された。

## 歴史
第6装甲師団のもととなった第1軽旅団は、フランスで運用されていた軽機械化師団（フランス語: Division Légère Mécanique）を模して1937年10月に組織された。この旅団は、伝統的に騎兵科が果たしてきた偵察や警備などの役割を担うことを意図して、機械化偵察部隊や自動車化歩兵部隊、戦車大隊から形成されている。国防軍はさらに3個旅団の形成を計画していたが、後にこの軽旅団の欠陥が明らかとなったため頓挫した。
1938年4月、第1軽旅団は第1軽師団として再編され、第11装甲連隊を伴いながら10月のズデーテン併合、1939年3月のチェコスロヴァキア解体に加わった。これによって、当時装備していたI号戦車、II号戦車よりも性能のいいチェコスロヴァキア製戦車を130両保有できるようになった。9月、師団はポーランド侵攻に参戦し、第二次世界大戦の火ぶたが切られた。その作戦中明らかになった軽師団の欠点を改善するため、10月に第6装甲師団として再編された。第7、第8、第9装甲師団も同様に、それぞれ第2、第3、第4軽師団から再編された師団である。
1940年には第6装甲師団としてフランスの戦いに参戦した。第11装甲連隊は前述の経緯から、チェコスロヴァキア製の35(t)戦車を75両装備していたが、修理用マニュアルがドイツ語ではなくチェコ語で書かれていたため、戦車としては効果的であっても整備や維持が難しい状態に置かれていた。それ以外では、指揮官用の35(t)指揮戦車が6両、II号戦車が45両、IV号戦車が27両配備されていた。
第6装甲師団は、ベルギーを通過してイギリス海峡まで進出するドイツの計画の下に運用されていた。しかしながら、1940年9月に東プロイセンへ移転するまでの間、師団はイギリス海峡方面からフランス＝スイス国境方面へと引き返している。東プロイセンには1941年6月まで駐在していた。

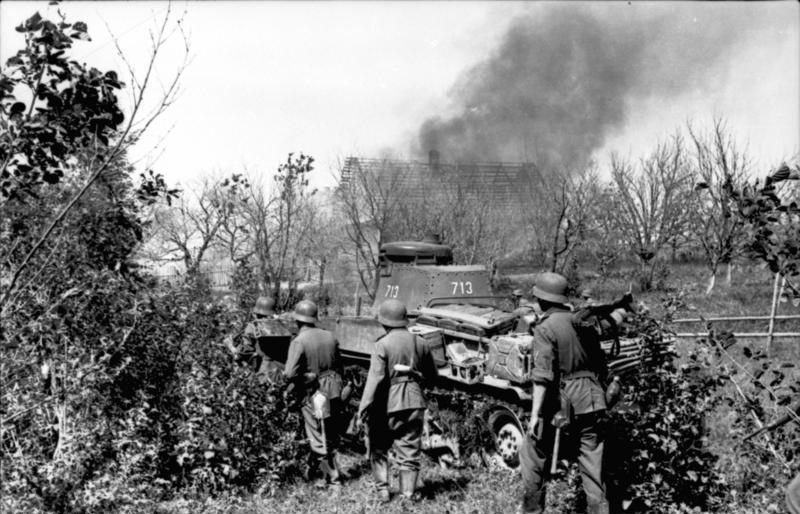
東部戦線における第6装甲師団（1941年）

1941年6月のソビエト連邦への侵攻では、第6装甲師団は239両の戦車を伴って参戦した。この時点では、師団の有する239両の戦車のほとんどがソ連の主力戦車に劣る性能の戦車だった。師団は初め第4装甲集団の傘下で、バルト三国での作戦に従事した。ラセイニアイの戦いでは以下2個の戦闘団を形成した:
- フォン・ゼッケンドルフ戦闘団 - 第114自動車化歩兵連隊、第57装甲偵察大隊、第41戦車駆逐大隊1個中隊、第6オートバイ兵大隊（午前のみ）からなる。
- ラウス戦闘団 - 第11戦車連隊、第4自動車化歩兵連隊1個大隊、第76砲兵連隊第1および第3大隊、第57装甲工兵大隊1個中隊、第41戦車駆逐大隊1個中隊、第411陸軍対空砲兵連隊第2大隊、第6オートバイ兵大隊（午後のみ）からなる。

6月23日、フォン・ゼッケンドルフ戦闘団は朝方のみ第6オートバイ兵大隊を伴っていたが、スカウドヴィレ付近でソ連のエゴール・ソリャンキン率いる第2戦車師団（第3機械化軍団麾下）によって撃破された。ドイツの35(t)戦車や対戦車兵器はソ連の重戦車に全く歯が立たず、一対一では両者の力量差が顕著に現れる形となった[f]。そのような状況から、ドイツ側は軍用トラックを利用してソ連の戦車を射撃したり、砲兵部隊や対空砲、吸着地雷を使用して撃破したりと、ソ連の足止めに集中して対抗した。
1941年10月のモスクワ攻略を狙ったタイフーン作戦の為に、第4装甲集団は中央軍集団の傘下に移り、ルジェフ＝ヴャジマ突出部での戦いに送り込まれた。1941年12月のソ連による反攻作戦により師団は押し戻され、その最中師団が保有していた戦車や車両のほとんどが失われている。1942年3月、壊滅した師団は再編のためフランスへ送られ、より近代的な戦車を装備することができた。北アフリカにアメリカ軍が上陸した頃、再編された師団はフランス南部に移動したが、1942年11月にスターリングラードで第6軍が包囲されると、東部戦線のドン軍集団に移されることになった。12月には、スターリングラードの包囲されている枢軸軍の救出作戦、冬の嵐作戦で、先鋒を務めるが包囲網突破はできず、結果として退却を余儀なくされた。1943年2月の第三次ハリコフ攻防戦では反撃に出てこれを成功させたが、続く1943年7月のクルスクの戦いではXLVIII装甲軍団のもとで南部で参加している。
第6装甲師団はコルスン包囲戦において唯一部分的に成功した救援作戦を展開しており、カメネツ＝ポドリスキー包囲戦からの撤退にも成功した。ウクライナを経由しながら退却した師団は、部隊再編のためドイツ本国へと向かった。しかし、1944年6月のソ連軍のバグラチオン作戦によって中央軍集団が圧迫されると、即座に東部戦線へ送り返された。1944年12月にハンガリーへ移動するまで、師団は北部ポーランドや東プロイセンにて防衛戦に従事した。移動後はブダペストで戦ったが、ブダペスト陥落後は、オーストリアへ撤退、ウィーンの防衛戦に従事した。1945年4月のウィーン陥落後はチェコスロヴァキアへ移動し、1945年5月にアメリカ第3軍に降伏した。

## 戦争犯罪
1940年6月中旬、第6装甲師団の兵士はフランス軍の第12セネガル狙撃兵連隊の黒人捕虜を不明数処刑したとされる。1940年のフランスの戦いには、当時のフランス植民地から40,000人近い黒人がフランス兵として動員されており、そのうち1,500～3,000人が戦闘中もしくは戦後に処刑されたと推測されている。

## 司令官
以下の者が第6装甲師団の司令官を担った:
- エーリヒ・ヘプナー中将（1938年11月10日 - 1938年11月23日）
- フリードリヒ＝ヴィルヘルム・フォン・レーパー（英語版）少将（1938年11月24日 - 1939年10月12日）
- ウェルナー・ケンプフ装甲兵大将（1939年10月18日 - 1941年1月6日）
- フランツ・ラントグラーフ（英語版）中将（1941年1月6日 - 1941年6月）
- ヴィルヘルム・フォン・トーマ装甲兵大将（1941年6月 - 1941年9月15日）
- フランツ・ラントグラーフ中将（1941年9月15日 - 1942年4月1日）
- エアハルト・ラウス上級大将（1942年4月1日 - 1943年2月7日）
- ヴァルター・フォン・ヒューナースドルフ中将（1943年2月7日 - 1943年7月16日）
- ヴィルヘルム・クリソッリ（英語版）少将（1943年7月16日 - 1943年8月21日）
- ルドルフ・フォン・ヴァルデンフェルス（英語版）中将（1943年8月21日 - 1944年2月8日）
- ヴェルナー・マルクス（英語版）中将（1944年2月8日 - 1944年2月21日）
- ルドルフ・フォン・ヴァルデンフェルス中将（1944年2月21日 - 1944年3月13日）
- ヴァルター・デンケルト（英語版）中将（1944年3月13日 - 1944年3月28日）
- ルドルフ・フォン・ヴァルデンフェルス中将（1944年3月28日- 1944年11月23日）
- フリードリヒ＝ヴィルヘルム・ユルゲンス大佐（1944年11月23日 - 1945年1月20日）
- ルドルフ・フォン・ヴァルデンフェルス中将（1945年1月20日 - 1945年5月8日）

## 組織
以下の部隊が第6装甲師団を構成した:
| 1940年 – フランスの戦い                           | 1943年 – 東部戦線                         |
| ------------------------------------------------- | ----------------------------------------- |
| - 第11戦車連隊 - 第65戦車大隊（1942年6月まで）    | - 第11戦車連隊                            |
| - 第6歩兵旅団 - 第4歩兵連隊 - 第6オートバイ兵大隊 | - 第4装甲擲弾兵連隊 - 第114装甲擲弾兵連隊 |
| - 第76砲兵連隊                                    | - 第76装甲砲兵連隊                        |
|                                                   | - 第298陸軍対空砲兵大隊                   |
| - 第57偵察大隊                                    | - 第6装甲偵察大隊                         |
| - 第41戦車駆逐大隊                                | - 第41戦車駆逐大隊                        |
| - 第57工兵大隊                                    | - 第57装甲工兵大隊                        |
| - 第82通信大隊                                    | - 第82装甲通信大隊                        |
| - 第57補給支援部隊                                | - 第57装甲補給支援部隊                    |